# Cicurina tersa
Cicurina tersa là một loài nhện trong họ Dictynidae.
Loài này thuộc chi Cicurina. Cicurina tersa được Eugène Simon miêu tả năm 1886.